# Monte Cucco e Monte Columeo
Monte Cucco e Monte Columeo este o arie protejată (arie de protecție specială avifaunistică — SPA) din Italia întinsă pe o suprafață de 1.301 ha, integral pe uscat.

## Localizare
Centrul sitului Monte Cucco e Monte Columeo este situat la coordonatele 43°22′06″N 12°46′30″E / 43.368344°N 12.775031°E.

## Înființare
Situl Monte Cucco e Monte Columeo a fost declarat arie de protecție specială avifaunistică în martie 2003 pentru a proteja 1 specie de plante și 22 de specii de animale.

## Biodiversitate
Situată în ecoregiunea continentală, aria protejată conține 12 habitate naturale: Păduri de Quercus ilex și Quercus rotundifolia, Galerii de Salix alba și de Populus alba, Păduri ilirice de stejar și carpen (Erythronio-Carpinion), Pante stâncoase calcaroase cu vegetație casmofită, Formațiuni de Juniperus communis pe lande sau pajiști calcaroase, Pseudostepă cu ierburi și specii anuale de Thero-Brachypodietea, Pajiști alpine și subalpine calcaroase, Păduri de stejar alb estice, Pajiști uscate seminaturale și facies de acoperire cu tufișuri pe substraturi calcaroase (Festuco-Brometalia) (* situri importante pentru orhidee), Păduri de fag din Apenini cu Taxus și Ilex, Păduri pe pante, grohotișuri și ravene de Tilio-Acerion, Pajiști carstice calcaroase sau bazofile, de Alysso-Sedion albi.
La baza desemnării sitului se află mai multe specii protejate:
- plante (1): Himantoglossum adriaticum
- păsări (22): uliu păsărar (Accipiter nisus), fâsă-de-câmp (Anthus campestris), acvilă de munte (Aquila chrysaetos), șorecarul comun (Buteo buteo), caprimulg (Caprimulgus europaeus), șerpar (Circaetus gallicus), erete de stuf (Circus aeruginosus), erete vânăt (Circus cyaneus), erete cenușiu (Circus pygargus), ciocănitoare pestriță mare (Dendrocopos major), presură de grădină (Emberiza hortulana), șoim călător (Falco peregrinus), sfrâncioc roșiatic (Lanius collurio), ciocârlie de pădure (Lullula arborea), viespar (Pernis apivorus), pitulice de munte (Phylloscopus collybita), pițigoi sur (Poecile palustris), Pyrrhocorax pyrrhocorax, mugurarul (Pyrrhula pyrrhula), aușel cu cap galben (Regulus regulus), turturică (Streptopelia turtur), sturzul de vâsc (Turdus viscivorus)

Pe lângă speciile protejate, pe teritoriul sitului au mai fost identificate 4 specii de păsări.